# Euconchoecia maimai
Euconchoecia maimai är en kräftdjursart som beskrevs av Tseng 1969. Euconchoecia maimai ingår i släktet Euconchoecia och familjen Halocyprididae. Inga underarter finns listade i Catalogue of Life.